# Campionati mondiali junior di curling
I Campionati mondiali junior di curling (WJCC) sono una competizione che si svolge annualmente tra varie nazionali associate alla World Curling Federation. Normalmente il campionato si svolge in marzo, e vi possono partecipare solo gli atleti di età uguale o inferiore a 21 anni. Un atleta può partecipare nella stessa stagione sia al mondiale junior, sia al mondiali assoluti. Il primo campionato ufficiale maschile si svolse nel 1975 a East York in Ontario, Canada. Dal 1983 al 1987 si svolse il campionato europeo junior femminile di curling sostituito nell'anno 1988 dal mondiale.
Tra il 2001 e il 2004, a causa dell'eccessivo numero di squadre iscritte, venne deciso di dividere il campionato: parte delle squadre furono retrocesse mediante il Challenge Mondiale Junior e presero parte gli anni successivi ai Campionati mondiali junior di gruppo B; le prime due squadre classificate al mondiale di gruppo B venivano promosse al mondiale, dal quale retrocedevano le ultime due squadre.
Dal 2004 è stato scelto di eliminare il mondiale di gruppo B e sostituirlo con dei challenge continentali. Il Challenge europeo junior si svolge annualmente in gennaio; nello stesso periodo si effettua il campionato equivalente per il resto del mondo, il Campionato junior del Pacifico.

## Albo d'oro
I campionati europei junior femminili di curling sono segnati in corsivo nelle celle azzurre.
| Anno | Maschile                    | Maschile                                                                                          | Maschile | Maschile | Femminile                        | Femminile                                                                                          | Femminile                                                                                          | Femminile |
| Anno | Edizione                    | Oro                                                                                               | Argento | Bronzo | Edizione                         | Oro                                                                                                | Argento                                                                                            | Bronzo |
| ---- | --------------------------- | ------------------------------------------------------------------------------------------------- | --- | --- | -------------------------------- | -------------------------------------------------------------------------------------------------- | -------------------------------------------------------------------------------------------------- | --- |
| 1975 | East York (Canada)          | Svezia Jan Ullsten, Mats (I) Nyberg, Anders Grahn, Bo Söderström                                  | Canada Robb King, Bill Fowlis, Brad Hannah, Chris King                                                       | Scozia Peter J. D. Wilson, Andrew McQuistin, Neale McQuistin, John Sharp | -                                | -                                                                                                  | -                                                                                                  | - |
| 1976 | Aveimore (Scozia)           | Canada Paul Gowsell, Neil Houston, Glen Jackson, Kelly Stearne                                    | Svezia Jan Ullsten, Mats (I) Nyberg, Anders Grahn, Bo Söderström                                             | Norvegia Sjur Loen, Morten Søgaard, Hans Bekkelund, Roar Rise | -                                | -                                                                                                  | -                                                                                                  | - |
| 1977 | Québec (Canada)             | Canada Bill Jenkins, John Scales, Sandy Stewart, Alan Mayhew                                      | Svezia Anders Grahn, Mats (I) Nyberg, Bo Söderström, Bo-Göran Strömberg                                      | Stati Uniti Donald Jr Barcome, Dale Mueller, Gary Mueller, Earl Barcome | -                                | -                                                                                                  | -                                                                                                  | - |
| 1978 | Grindelwald (Svizzera)      | Canada Paul Gowsell, John Ferguson, Douglas McFarlane, Kelly Stearne                              | Svezia Thomas Håkansson, Per Lindeman, Lars Lindgren, Erik Björemo                                           | Scozia Colin Hamilton, Douglas Edwardson, Trevor Dodds, David Ramsay | -                                | -                                                                                                  | -                                                                                                  | - |
| 1979 | Moose Jaw (Canada)          | Stati Uniti Donald Jr Barcome, Randy Darling, Bobby Stalker, Earl Barcome                         | Scozia Andrew McQuistin, Neale McQuistin, Hugh Aitken, Dick Adams                                            | Canada Darren Fish, Lorne Barker, Murray Ursuliak, Randy Ursuliak | -                                | -                                                                                                  | -                                                                                                  | - |
| 1980 | Kitchener-Waterloo (Canada) | Scozia Andrew McQuistin, Norman Brown, Hugh Aitken, Dick Adams                                    | Canada Mert Thompsett, Lyle Derry, Joel Gagne, Mike Friesen                                                  | Svezia Thomas Norgren, Peter Svedlund, Conny Ekholm, Erik Pettersson | -                                | -                                                                                                  | -                                                                                                  | - |
| 1981 | Megève (Francia)            | Scozia Peter Wilson, Jim Cannon, Roger McIntyre, John Parker                                      | Canada Denis Marchand, Denis Cecil, Larry Phillips, Yves Barrette                                            | Stati Uniti Ted Purvis, Dale Risling, Milton Jr Best, Dean Risling | -                                | -                                                                                                  | -                                                                                                  | - |
| 1982 | Fredericton (Canada)        | Svezia Sören Grahn, Niclas Järund, Henrik Holmberg, Anders Svennerstedt                           | Canada Mert Thompsett, Bill Jr McTavish, Joel Gagne, Mike Friesen                                            | Scozia Robin Gray, Mark Stokes, Drew Howie, David Mack | -                                | -                                                                                                  | -                                                                                                  | - |
| 1983 | Medicine Hat (Canada)       | Canada John Base, Bruce Webster, Dave McAnerney, Jim Donahoe                                      | Norvegia Pål Trulsen, Flemming Davanger, Stig-Arne Gunnestad, Kjell Berg                                     | Scozia Mike Hay, David Hay, David Smith, Russell Keiller | EUROPEO Helsingborg (Svezia)     | Danimarca Helena Blach, Jette Olsen, Malene Krause, Lone Kristoffersen                             | Scozia Isobel Torrance Jr, Margaret Craig, Jackie Steele, Sheila Harvey                            | Svezia Anette Norberg, Carina Nilsson, Louise Marmont, Anna Rindeskog, Ulla Simonsson |
| 1984 | Cornwall (Canada)           | Stati Uniti Al Edwards, Mark Larson, Dewey Basley, Kurt Disher                                    | Svizzera André Flotron, Andreas Hänni, Daniel Gutknecht, André Szodoray                                      | Scozia Mike Hay, David Smith, Gregor Smith, Russell Keiller | EUROPEO Edimburgo (Scozia)       | Svezia Katarina Hjorth, Helena Svensson, Karin Berggren, Anna Eggertz                              | Norvegia Mette Halvorsen, Kristin Kraby, Toni Spiten, Unni Rustad                                  | Scozia Susan McLean, Katie Wood, Fran Harvey, Shona Wood |
| 1985 | Perth (Scozia)              | Canada Bobby Ursel, Brent Mendella, Gerald . Chick, Mike Ursel                                    | Svizzera Christian Saager, Jens Piesbergen, Urs Spiegel, Jörg Piesbergen                                     | Scozia Hammy McMillan, David Smith, Peter Smith, Peter Thomson | EUROPEO Copenaghen (Danimarca)   | Norvegia Marianne Aspelin, Trine Helgebostad, Nina Grimmer, Cathrine Ulrichsen                     | Scozia Lorna Muirhead, Elisabeth Bayne, Lorna Bain, Yvonne Dawson                                  | Svizzera Karin Furrer, Christine Kläy, Karin Dick, Claudia Bärtschi |
| 1986 | Dartmouth (Canada)          | Scozia David Aitken, Robin Halliday, Peter Smith, Harry Reilly                                    | Canada Kevin Martin, Rick Feeney, Dan Petryk, Mike Berger                                                    | Svezia Örjan Erixon, Peter Larsson, Krister Olsson, Mats Rosenhed | EUROPEO Amburgo (Germania Ovest) | Svizzera Marianne Flotron, Sandra Burkhard, Beatrice Frei, Gisela Peter                            | Svezia Anette Norberg, Sofie Marmont, Anna Rindeskog, Louise Marmont                               | Norvegia Marianne Aspelin, Trine Helgebostad, Nina Grimmer, Cathrine Ulrichsen |
| 1987 | Victoria (Canada)           | Scozia Douglas Dryburgh, Philip Wilson, Lindsay Clark, Billy Andrew                               | Canada Hugh McFadyen, Jonathan Mead, Norman Gould, John Lange                                                | Norvegia Anthon Grimsmo, Tore Torvbråten, Jan Thoresen, Dag Skjelstad | EUROPEO Oslo (Norvegia)          | Norvegia Marianne Aspelin, Nina Grimmer, Trine Helgebostad, Cathrine Ulrichsen                     | Svezia Anette Norberg, Carina Westman, Anna Rindeskog, Louise Marmont                              | Svizzera Marianne Amstutz, Sandra Bracher, Franziska von Känel, Stephanie Walter |
| 1988 | Füssen (Germania ovest)     | Canada Jim Sullivan, Charles Sullivan, Craig Burgess, Danny Alderman                              | Svezia Peter Lindholm, Magnus Swartling, Johan Hansson, Niklas Kallerbäck                                    | Norvegia Thomas Ulsrud, Thomas Due, Krister Aanesen, Mads Rygg | Chamonix (Francia)               | Canada Julie Sutton, Judy Wood, Susan Auty, Marla Geiger                                           | Svizzera Marianne Amstutz, Sandra Bracher, Stephanie Walter, Franziska von Känel                   | Danimarca Lene Bidstrup, Linda Laursen, Avijaja Petri, Kinnie Steensen |
| 1989 | Markham (Canada)            | Svezia Peter Lindholm, Magnus Swartling, Owe Ljungdahl, Peter Narup, Johan Hansson                | Canada Mike Wood, Mike Bradley, Todd Troyer, Greg Hawkes                                                     | Svizzera Markus Eggler, Marc Haudenschild, Frank Kobel, Reto Huber, Stefan Traub                                                                                                  | Markham (Canada)                 | Canada LaDawn Funk, Sandy Symyrozum, Cindy Larsen, Laurelle Funk                                   | Norvegia Trine Helgebostad, Cathrine Ulrichsen, Cecilie Torhaug, Darcie Skjerpen                   | Scozia Carolyn Hutchinson, Julie Hepburn, Katie Loudon, Julia Halliday |
| 1990 | Portage la Prairie (Canada) | Svizzera Stefan Traub, Andreas Östreich, Markus Widmer, Roland Müggler                            | Scozia Graeme Connal, Iain Watt, Richard Hartley, Ian Baxter                                                 | Svezia Peter Lindholm, Magnus Swartling, Magnus Burman, Peter Narup, Tomas Nordin                                                                                                 | Portage la Prairie (Canada)      | Scozia Kirsty Addison, Karen Addison, Joanna Pegg, Laura Scott                                     | Svezia Cathrine Norberg, Mari Högqvist, Helene Granqvist, Annica Eklund, Eva Eriksson              | Canada Cathy Overton, Tracy Baldwin, Carol Harvey, Tracy Bush |
| 1991 | Glasgow (Scozia)            | Scozia Alan MacDougall, James Dryburgh, Fraser MacGregor, Colin Beckett                           | Canada Noel Herron, Rob Brewer, Steve Small, Richard Polk, Peter Henderson                                   | Svizzera Dominic Andres, Michael Schupbach, Marc Steiner, Mathias Hugh, Stefan Heilman Stati Uniti Eric Fenson, Shawn Rojeski, Kevin Bergstrom, Ted McCann, Mike Peplinski        | Glasgow (Scozia)                 | Svezia Eva Eriksson, Maria Söderkvist, Åsa Eriksson, Elisabeth de Brito, Cathrine Norberg          | Svizzera Nicole Strausak, Ursula Ziegler, Katja Matties, Claudia Affolter, Helga Oswald            | Canada Atina Ford, Darlene Kidd, Lesley Beck, Cindy Ford, Danita Michalski Scozia Gillian Barr, Claire Milne, Janice Watt, Anne Laird                                                       |
| 1992 | Oberstdorf (Germania)       | Svizzera Stefan Heilman, Christoph Grossenbacher, Lucian Jenzer, Roger Wyss                       | Francia Jan Henri Ducroz, Spencer Mugnier, Sylvain Ducroz, Thomas Dufour, Philippe Caux                      | Svezia Joakim Carlsson, Mathias Carlsson, Ola Kindlund, Lars Eriksson, Peter Danielsson Canada Jason Repay, Aaron Skillen, Scott McCallum, Trevor Clifford                        | Oberstdorf (Germania)            | Scozia Gillian Barr, Claire Milne, Janice Watt, Nikki Mauchline, Karen Addison                     | Stati Uniti Erika Brown, Kari Liapis, Stacey Liapis, Roberta Breyen, Debbie Henry                  | Svezia Eva Eriksson, Maria Söderkvist, Åsa Eriksson, Elisabeth de Brito, Maria Hjorth Svizzera Helga Oswald, Sara Ochsner, Janine Oswald, Tatjana Stadler                                   |
| 1993 | Grindelwald (Germania)      | Scozia Craig Wilson, Neil Murdoch, Ricky Burnett, Craig Strawhorn, Stuart Byers                   | Canada Michel Ferland, Marco Berthelot, Steve Beaudry, Steve Guetre, Philippe Lemay                          | Francia Spencer Mugnier, Thomas Dufour, Sylvain Ducroz, Philippe Caux, Cyrille Prunet Germania Markus Herberg, Daniel Herberg, Stephan Knoll, Markus Messenzehl, Oliver Trevisiol | Grindelwald (Germania)           | Scozia Kirsty Hay, Gillian Barr, Joanna Pegg, Louise Wilkie, Fiona Brown                           | Canada Amber Holland, Cindy Street, Tracy Beach, Angela Street, Marcia McKenzie                    | Danimarca Dorthe Holm, Angelina Jensen, Margit Pörtner, Helene Jensen, Kamilla Schack Stati Uniti Erika Brown, Kari Liapis, Stacey Liapis, Debbie Henry, Analissa Johnson                   |
| 1994 | Sofia (Bulgaria)            | Canada Colin Davison, Kelly Mittelstadt, Scott Pfeifer, Sean Morris, Rob Simpson                  | Germania Daniel Herberg, Stephan Knoll, Oliver Trevisiol, Markus Rohrmoser, Hans-Peter Kiess                 | Stati Uniti Mike Peplinski, Craig Brown, Ryan Braudt, Cory Ward, Ryan Quinn Svizzera Yannick Renggli, Chrislian Razafimahefa, Gregory Renggli, Patrick Tinembart, Ralph Stöckli   | Sofia (Bulgaria)                 | Canada Kim Gellard, Cori Beveridge, Lisa Savage, Sandy Graham, Heather Crockett                    | Stati Uniti Erika Brown, Debbie Henry, Stacey Liapis, Analissa Johnson, Allison Darragh            | Danimarca Angelina Jensen, Dorthe Holm, Kamilla Schack, Helene Jensen, Charlotte Hedegaard Svezia Ulrika Bergman, Margaretha Lindahl, Anna Bergström, Maria "Mia" Zackrisson, Maria Engholm |
| 1995 | Perth (Scozia)              | Scozia Tom Jr Brewster, Paul Westwood, Ronald Brewster, Steve Still, David Murdoch                | Germania Daniel Herberg, Sebastian Stock, Stephan Wiedemann, Patrick Hoffman, Sebastian Linkemann            | Canada Christopher Galbraith, Scott Cripps, Brent Barrett, Bryan Galbraith | Perth (Scozia)                   | Canada Kelly Mackenzie, Joanne Fillion, Sasha Bergner, Carlene Muth, Cara Walz                     | Svezia Ulrika Bergman, Margaretha Lindahl, Anna Bergström, Maria "Mia" Zackrisson, Maria Engholm   | Svizzera Nadja Heuer, Laurence Défago, Carène Riedo, Céline Orizet, Brigitte Portmann |
| 1996 | Red Dear (Canada)           | Scozia James Dryburgh, Ross Barnet, Ronald Brewster, David Murdoch, Euan Byers                    | Svizzera Ralph Stöckli, Michael Bösiger, Pascal Sieber, Clemens Oberwiler, Martin Zaugg                      | Germania Sebastian Stock, Patrick Hoffman, Stephan Wiedemann, Sebastian Linkemann, Sebastian Jacoby                                                                               | Red Dear (Canada)                | Canada Heather Godberson, Carmen Whyte, Kristie Moore, Terelyn Bloor, Rona McGregor                | Scozia Julia Ewart, Catherine Grainger, Mhairi Ferguson, Lucy Levack, Jan Byers                    | Svezia Ulrika Bergman, Margaretha Lindahl, Maria "Mia" Zackrisson, Linda Kjerr, Anna Blom                                                                                                   |
| 1997 | Karuizawa (Giappone)        | Svizzera Ralph Stöckli, Michael Bösiger, Pascal Sieber, Clemens Oberwiler, Martin Zaugg           | Finlandia Perttu Piilo, Kalle Kiiskinen, Paavo Kuosmanen, Petri Manninen, Olli Orrainen                      | Canada Scott Pfeifer, Ryan Keane, Blayne Iskiw, Peter Heck, Jason Lesmeister | Karuizawa (Giappone)             | Scozia Julia Ewart, Michelle Silvera, Mhairi Ferguson, Lynn Cameron, Suzie Law                     | Svezia Maria Engholm, Margaretha Sigfridsson, Anna-Kari Lindholm, Maria Halvarsson, Erika Backman  | Canada Meredith Doyle, Beth Roach, Tara Hamer, Candice Maclean, Nancy Toner |
| 1998 | Thunder Bay (Canada)        | Canada John Morris, Craig Savill, Andy Ormsby, Brent Laing, Brad Gushue                           | Scozia Garry MacKay, David Murdoch, Sandy Reid, Richard Woods, Neil Wilson                                   | Svizzera Ralph Stöckli, Martin Zaugg, Simon Strübin, Clemens Oberwiler, Christian Haller                                                                                          | Thunder Bay (Canada)             | Canada Melissa McClure, Nancy Toner, Brigitte McClure, Bethany Toner, Julie Webb                   | Giappone Akiko Katoh, Yumie Hayashi, Ayumi Onodera, Mika Hori, Ai Kobayashi                        | Svezia Matilda Mattsson, Maria Engholm, Kajsa Bergström, Lisa Löfskog, Jenny Hammarström |
| 1999 | Östersund (Svezia)          | Canada John Morris, Craig Savill, Jason Young, Brent Laing, Andy Ormsby                           | Svizzera Christian Haller, Urs Eichhorn, Pascal Albertin, Ren‚ Kunz, Patrick Vuille                          | Stati Uniti Andy Roza, Steve Jaixen, Kevin Jordan, Chris Becher, Scott Jordan | Östersund (Svezia)               | Svizzera Silvana Tirinzoni, Michèle Knobel, Brigitte Schori, Martina von Arx, Carmen Schäfer       | Giappone Akiko Katoh, Yumie Hayashi, Ayumi Onodera, Ai Kobayashi, Shinobu Aota                     | Canada Marie-France Larouche, Nancy Bélanger, Marie-Eve Létourneau, Valerie Grenier, Véronique Grégoire                                                                                     |
| 2000 | Geising (Germania)          | Canada Brad Kuhn, Kevin Folk, Ryan Kuhn, Hugh Bennett, Jeff Richard                               | Svizzera Patrick Vuille, Gilles Vuille, Erich Leeman, Benjamin Jaggi, Mark Hauser                            | Germania Christian Baumann, Alexander Baumann, Ingmar Fritz, Thomas Unterstab, Moritz Unterstab                                                                                   | Geising (Germania)               | Svezia Matilda Mattsson, Kajsa Bergström, Lisa Löfskog, Jenny Hammarström, Ann-Christine Nordqvist | Canada Stefanie Miller, Marliese Miller, Stacy Helm, Amanda MacDonald, Beth Roach                  | Stati Uniti Laura Delaney, Nicole Joraanstad, Kirsten Finch, Rebecca Dobie, Katherine Beck                                                                                                  |
| 2001 | Ogden (USA)                 | Canada Brad Gushue, Mark Nichols, Brent Hamilton, Mike Adam, Jamie Korab                          | Danimarca Casper Bossen, Kenneth Daucke Andersen, Kim Sylvest Nielsen, Sune Frederiksen, Nicolai Frederiksen | Stati Uniti Andy Roza, Steve Jaixen, Chris Becher, Scott Jordan, Tyler George | Ogden (USA)                      | Canada Suzanne Gaudet, Stefanie Richard, Robyn Macphee, Kelly Higgins, Carol Webb                  | Svezia Matilda Mattsson, Kajsa Bergström, Lisa Löfskog, Jenny Hammarström, Ann-Christine Nordqvist | Svizzera Janine Greiner, Carmen Schäfer, Jacqueline Greiner, Barbara Appenzeller, Corinne Bourquin                                                                                          |
| 2002 | Kelowna (Canada)            | Canada David Hamblin, Ross Derksen, Kevin Hamblin, Ross McCannell, Douglas Hamblin                | Svezia Carl-Axel Dahlin, Eric Carlsén, Nils Carlsén, Emanuel Allberg, Daniel Tenn                            | Scozia Kenny Edwards, Duncan Clark, Graeme Baxter, Philip Garden, Colin Campbell                                                                                                  | Kelowna (Canada)                 | Stati Uniti Cassandra Johnson, Jamie Johnson, Katherine Beck, Maureen Brunt, Courtney George       | Svezia Matilda Mattsson, Kajsa Bergström, Lisa Löfskog, Jenny Hammarström, Ann-Christine Nordqvist | Canada Suzanne Gaudet, Robyn Macphee, Carol Webb, Kelly Higgins, Shelley Nicols |
| 2003 | Flims (Svizzera)            | Canada Steve Laycock, Christopher Haichert, Michael Jantzen, Kyler Broad, Ben Hebert              | Svezia Carl-Axel Dahlin, Eric Carlsén, Nils Carlsén, Emanuel Allberg, Daniel Tenn                            | Svizzera Jan Hauser, Pascal Hess, Fabian Kuster, Remo Schmid, Stefan Rindlisbacher                                                                                                | Flims (Svizzera)                 | Canada Marliese Miller, Teejay Surik, Janelle Lemon, Chelsey Bell, Tammy Schneider                 | Stati Uniti Cassandra Johnson, Katherine Beck, Rebecca Dobie, Maureen Brunt, Courtney George       | Italia Diana Gaspari, Rosa Pompanin, Arianna Lorenzi, Lucrezia Ferrando, Anna Ghiretti |
| 2004 | Trois Rivières (Canada)     | Svezia Niklas Edin, Nils Carlsén, Jörgen Granberg, Fredrik Lindberg, Anders (II) Eriksson         | Svizzera Stefan Rindlisbacher, Sven Iten, Michael Hammerer, Reto Jetzer, Toni Müller                         | Scozia Scott Hamilton, Graham Smith, Gareth Owen, David Morton, Craig Reid | Trois Rivières (Canada)          | Norvegia Linn Githmark, Marianne Rørvik, Stine Moe, Åse Rommetveit Celius, Solveig Enoksen         | Canada Jill Mouzar, Paige Mattie, Blisse Comstock, Chloe Comstock, Robyn Mattie                    | Svezia Stina Viktorsson, Sofie Sidén, Anna Viktorsson, Maria Wennerström, Jenny Zetterquist                                                                                                 |
| 2005 | Pinerolo (Italia)           | Canada Kyle George, Justin Mihalicz, David Kidby, Chris Hebert, Dustin Kidby                      | Svezia Nils Carlsén, Sebastian Kraupp, Marcus Hasselborg, Emanuel Allberg, Niklas Edin                       | Scozia Logan Gray, Ross Paterson, Sandy Gilmour, Graeme Copland, Keith Duncan Millar                                                                                              | Pinerolo (Italia)                | Svizzera Tania Grivel, Anna Hügli, Stephanie Rüegsegger, Franziska Marthaler, Michèle Jäggi        | Svezia Stina Viktorsson, Sofie Sidén, Maria Wennerström, Jenny Zetterquist, Sabina Kraupp          | Canada Andrea Kelly, Kristen McDiarmid, Jodie deSolla, Lianne Sobey, Morgan Muise |
| 2006 | Jeonju (Corea del Sud)      | Canada Charley Thomas, Geoff Walker, Rollie Robinson, Kyle Reynolds, Matthew Ng                   | Svezia Nils Carlsén, Niklas Edin, Marcus Hasselborg, Emanuel Allberg, Fredrik Lindberg                       | Scozia Logan Gray, Alasdair Guthrie, Keith Duncan Millar, Gordon McDougall, Scott Hamilton                                                                                        | Jeonju (Corea del Sud)           | Russia Ludmila Privivkova, Ekaterina Galkina, Margarita Fomina, Angela Tuvaeva, Daria Kozlova      | Canada Mandy Selzer, Erin Selzer, Kristen Mitchell, Megan Selzer, Penny Roy                        | Danimarca Lene Nielsen, Helle Simonsen, Camilla Jørgensen, Maria Poulsen, Jeanne Ellegaard                                                                                                  |
| 2007 | Eveleth (USA)               | Canada Charley Thomas, Brock Virtue, Matthew Ng, Kyle Reynolds, Geoff Walker                      | Svezia Niklas Edin, Marcus Hasselborg, Emanuel Allberg, Fredrik Lindberg, Kristian Lindström                 | Svizzera Christian von Gunten, Sven Michel, Sandro Trolliet, Michel Gribi, Claudio Pätz                                                                                           | Eveleth (USA)                    | Scozia Sarah Reid, Eve Muirhead, Barbara McFarlane, Sarah MacIntyre, Alison Black                  | Canada Stacie Devereaux, Stephanie Guzzwell, Sarah Paul, Julie Devereaux, Stephanie Jackson        | Danimarca Madeleine Dupont, Jeanne Ellegaard, Mona Sylvest Nielsen, Ivana Bratic, Lisa Sylvest Nielsen                                                                                      |
| 2008 | Östersund (Svezia)          | Stati Uniti Chris Plys, Aanders Brorson, Matthew Perushek, Matthew Hamilton, Daniel Plys          | Svezia Oskar Eriksson, Henric Jonsson, Markus Franz‚n, Nils Karlsson, Markus Eriksson                        | Canada William Dion, Jean-Michel Arsenault, Erik Lachance, Miguel Bernard, Alexandre Gauthier-Morissette                                                                          | Östersund (Svezia)               | Scozia Eve Muirhead, Kerry Barr, Vicki Adams, Sarah MacIntyre, Kay Adams                           | Svezia Cecilia Östlund, Sara Carlsson, Anna Domeij, Lotta Lennartsson, Emma Berg                   | Canada Kaitlyn Lawes, Jenna Loder, Liz Peters, Sarah Wazney, Mary Jane McKenzie |
| 2009 | Vancouver (Canada)          | Danimarca Rasmus Stjerne, Mikkel Krause, Oliver Dupont, Troels Harry, Martin Poulsen              | Canada Brett Gallant, Adam Casey, Anson Carmody, Jamie Danbrock, Stephen Burgess                             | Stati Uniti Chris Plys, Aanders Brorson, Matthew Perushek, Matthew Hamilton, Aaron Wald                                                                                           | Vancouver (Canada)               | Scozia Eve Muirhead, Anna Sloan, Vicki Adams, Sarah MacIntyre, Kay Adams                           | Canada Kaitlyn Lawes, Jenna Loder, Laryssa Grenkow, Breanne Meakin, Kalynn Park                    | Svizzera Marisa Winkelhausen, Martina Baumann, Fränziska Kaufmann, Isabel Kurt, Nicole Dunki                                                                                                |
| 2010 | Flims (Svizzera)            | Svizzera Peter de Cruz, Benoît Schwarz, Roger Gulka, Valetin Tanner, Dominik Märki                | Scozia Ally Fraser, Steven Mitchell, Scott Andrews, Kerr Drummond, Blair Fraser                              | Canada Jake Walker, Craig Van Ymeren, Geoff Chambers, Matt Mapletoft, Mathew Camm                                                                                                 | Flims (Svizzera)                 | Svezia Anna Hasselborg, Jonna McManus, Agnes Knochenhauer, Anna Huhta, Sara McManus                | Canada Rachel Homan, Emma Miskew, Laura Crocker, Lynn Kreviazuk, Alison Kreviazuk                  | Stati Uniti Alexandra Carlson, Tabitha Peterson, Tara Peterson, Sophie Brorson, Miranda Solem                                                                                               |
| 2011 | Perth (Scozia)              | Svezia Kristian Lindström, Oskar Eriksson, Henrik Leek, Alexander Lindström, Christoffer Sundgren | Svizzera Benoit Schwarz, Peter de Cruz, Roger Gulka, Valetin Tanner, Dominik Märki                           | Norvegia Steffen Mellemseter, Markus Snøve Høiberg, Magnus Nedregotten, Sander Rølvåg, Eirik Mjøen                                                                                | Perth (Scozia)                   | Scozia Eve Muirhead, Anna Sloan, Vicki Adams, Rhiann Macleod, Alice Spence                         | Canada Trish Paulsen, Kari Kennedy, Kari Paulsen, Natalie Yanko, Dailene Sivertson                 | Russia Anna Sidorova, Olga Zjablikova, Ekaterina Antonova, Galina Arsenkina, Viktoria Moiseeva                                                                                              |
| 2012 | Östersund (Svezia)          | Canada Brendan Bottcher, Evan Asmussen, Landon Bucholz, Bryce Bucholz, Parker Konschuh            | Svezia Rasmus Wranå, Jordan Wåhlin, Daniel Lövstrand, Axel Sjöberg, Patric Mabergs                           | Scozia Kyle Smith, Thomas Muirhead, Kyle Waddell, Kerr Drummond, Hamilton McMillan                                                                                                | Östersund (Svezia)               | Scozia Hannah Fleming, Lauren Gray, Alice Spence, Abigail Brown, Jennifer Martin                   | Rep. Ceca Iveta Janatova, Zuzana Hajkova, Klara Svatonova, Eva Malkova, Petra Vinsova              | Russia Anna Sidorova, Olga Zjablikova, Viktoria Moiseeva, Galina Arsenkina, Alexandra Saitova                                                                                               |
| 2013 | Soči (Russia)               | Scozia Kyle Smith, Thomas Muirhead, Kyle Waddell, Cammy Smith, Hamilton McMillan                  | Russia Evgeny Arkhipov, Sergey Glukhov, Dmitry Mironov, Artur Ali, Timur Gadzhikhanov                        | Canada Matthew Dunstone, Colton Lott, Daniel Grant, Brendan MacCuish, Josh Barry                                                                                                  | Soči (Russia)                    | Russia Yulia Portunova, Alina Kovaleva, Alexandra Saitova, Oxana Gertova, Olesya Glushchenko       | Scozia Hannah Fleming, Lauren Gray, Jennifer Dodds, Abigail Brown, Vicky Wright                    | Giappone Sayaka Yoshimura, Rina Ida, Risa Ujihara, Mao Ishigaki, Natsuko Ishiyama |
| 2014 | Flims (Svizzera)            | Svizzera Reto Keller, Yannick Schwaller, Patrick Witschonke, Michael Probst, Romano Meier         | Scozia Kyle Smith, Thomas Muirhead, Kyle Waddell, Cameron Smith, Duncan Menzies                              | Norvegia Eirik Mjøen, Markus Skogvold, Wilhelm Naess, Gaute Nepstad, Martin Sesaker                                                                                               | Flims (Svizzera)                 | Canada Kelsey Rocque, Keely Brown, Taylor McDonald, Claire Tully, Alison Kotylak                   | Corea del Sud Kyeong-Ae Kim, Seon-Yeong Kim, Ji-Hyeon Kim, Eun-Jin Oh, Young-Eun Koo               | Russia Yulia Portunova, Alina Kovaleva, Uliana Vasilyeva, Anastasiia Bryzgalova, Anastasia Moskaleva                                                                                        |

## Atleti più premiati e vincenti
MONDIALI
Atleti più premiati:
 : Nils Carlsén ( Svezia) 
 : Eve Muirhead ( Scozia) 
Atleti più vincenti:
 : David Murdoch ( Scozia) 
 : Eve Muirhead ( Scozia) 
EUROPEI
Ateleti più premiati e vincenti:
 : Marianne Aspelin, Cathrine Ulrichsen, Trine Helgebostad, Nina Grimmer ( Norvegia) 

## Medagliere

### Maschile
| Posizione | Nazione     | Oro | Argento | Bronzo | Total |
| --------- | ----------- | --- | ------- | ------ | ----- |
| 1         | Canada      | 17  | 10      | 7      | 34    |
| 2         | Scozia      | 9   | 5       | 11     | 25    |
| 3         | Svezia      | 5   | 11      | 4      | 20    |
| 4         | Svizzera    | 5   | 7       | 6      | 18    |
| 5         | Stati Uniti | 3   | -       | 7      | 10    |
| 6         | Danimarca   | 1   | 1       | -      | 2     |
| 7         | Germania    | -   | 2       | 3      | 5     |
| 8         | Norvegia    | -   | 1       | 5      | 6     |
| 9         | Francia     | -   | 1       | 1      | 2     |
| 10        | Finlandia   | -   | 1       | -      | 1     |
| 10        | Russia      | -   | 1       | -      | 1     |

### Femminile
MONDIALE
| Posizione | Nazione       | Oro | Argento | Bronzo | Total |
| --------- | ------------- | --- | ------- | ------ | ----- |
| 1         | Canada        | 9   | 8       | 7      | 24    |
| 2         | Scozia        | 9   | 2       | 2      | 13    |
| 3         | Svezia        | 3   | 7       | 5      | 15    |
| 4         | Svizzera      | 2   | 2       | 4      | 8     |
| 5         | Russia        | 2   | -       | 3      | 5     |
| 6         | Stati Uniti   | 1   | 3       | 3      | 7     |
| 7         | Norvegia      | 1   | 1       | 0      | 3     |
| 8         | Giappone      | -   | 2       | 1      | 3     |
| 9         | Rep. Ceca     | -   | 1       | -      | 1     |
| 9         | Corea del Sud | -   | 1       | -      | 1     |
| 11        | Danimarca     | -   | -       | 5      | 5     |
| 12        | Italia        | -   | -       | 1      | 1     |

EUROPEO
| Posizione | Nazione   | Oro | Argento | Bronzo | Total |
| --------- | --------- | --- | ------- | ------ | ----- |
| 1         | Norvegia  | 2   | 1       | 1      | 4     |
| 2         | Svezia    | 1   | 2       | 1      | 4     |
| 3         | Svizzera  | 1   | 0       | 2      | 3     |
| 4         | Danimarca | 1   | 0       | 0      | 1     |
| 5         | Scozia    | 0   | 2       | 1      | 3     |